# Dia Estadual do Funk de São Paulo
O Dia Estadual do Funk de São Paulo ou Dia da lembrança de MC Daleste, promulgado pela Lei nº 16.310/16, é celebrado em São Paulo, em 7 de Julho, a data da morte de MC Daleste, cantor de funk Paulista.O ex-governador de São Paulo Geraldo Alckmin a sancionou no dia 21 de Setembro de 2016. A sanção chegou dois anos depois de a deputada estadual Leci Brandão (PCdoB) apresentar o projeto na Assembleia Legislatival. Em 2023, é aprovado o Dia Nacional do Funk, comemorado em 12 de julho